# Živogošće
Živogošće je priobalno naselje u Makarskom primorju, koje administrativno pripada općini Podgora. Sastoji se od 3 manja (Porat, Mala Duba i Blato), međusobno udaljena oko 1,5 km naselja smještena uz obalu. Pedesetak metara više, uz staru cestu, nalaze se stari dijelovi naselja (Strnj i Murava).
Živogošće je udaljeno 20 km od Makarske, 80 km od Splita i 120 km od Dubrovnika.

## Povijest
Kao naselje Živogošće se prvi put spominje sredinom 13 st.

## Stanovništvo
Prema popisu stanovništva iz 2001. godine, u Živogošću živi 538 stanovnika.
| broj stanovnika | 542   | 599   | 629   | 792   | 789   | 818   | 779   | 695   | 612   | 538   | 461   | 434   | 402   | 457   | 538   | 509   | 416   |
|                 | 1857. | 1869. | 1880. | 1890. | 1900. | 1910. | 1921. | 1931. | 1948. | 1953. | 1961. | 1971. | 1981. | 1991. | 2001. | 2011. | 2021. |

## Promet
Naselje se nalazi na Jadranskoj magistrali, glavnoj hrvatskoj priobalnoj cestovnoj prometnici.

## Gospodarstvo
Glavna djelatnost stanovništva je turizam, čemu pridonosi velika osunčanost tog područja i prekrasne plaže. Turistima je na raspolaganju veliki broj ležajeva u hotelskom i privatnom smještaju. 

## Znamenitosti
- Franjevački samostan Sv. Križa
- Epigram u stijeni

## Vanjske poveznice
- Turistička zajednica Živogošća

### Ostali projekti
|  | Zajednički poslužitelj ima još gradiva o temi Živogošće |